# Melli Tarana
Melli Tarana ook wel bekend als Soroud-e-Melli was het volkslied van Afghanistan tot 2021. In overeenstemming met artikel 20 van de in 2004 goedgekeurde grondwet is het volkslied in het Pashto, bevat het de formule Allahoe Akbar en worden de verschillende Afghaanse bevolkingsgroepen er in genoemd. In mei 2006 werd het goedgekeurd door de Afghaanse president Karzai. Na de invoering ontstond er enige kritiek op het volkslied, omdat het gebruik van het Pashto het belang van de andere talen, en dan met name het Perzisch, zou negeren. Daarnaast kwam uit religieuze hoek het verzet tegen het verwerken van de takbir in een muzikaal stuk.
In 2021 werd Dā də bātorāno kor het volkslied.

## Originele tekst
دا وطن افغانستان دی دا عزت د هر افغان دی
کور د سولی کور د توری هر بچی یی قهرمان دی
دا وطن د ټولو کور دی د بلوچو د ازبکو
د پښتون او هزاره وو، د ترکمنو د تاجکو
ورسره عرب، گوجر دی پامیریان، نورستانیان
براهوی دی، قزلباش دی هم ایماق، هم پشه ییان
دا هیواد به تل ځلیږی لکه لمر پرشنه آسمان
په سینه کی د آسیا به لکه زړه وی جاویدان
نوم د حق مودی رهبر وایو الله اکبر وایو الله اکبر

## Transcriptie
Dā watan afghānistan dai, dā ezzat de har afghān dai
Kor de soli kor de toeri, har bachai ye qahraman dai
Dā watan di tolo kor dai, de balocho, de uzbako
De pashtun aw hazarawo, de turkmano de tajeko
Warsara arab, gojar di pāmiriān, noristāniān
Barāhawi di, qizilbāsh di ham aimaq, ham pasha'iyān
Dā hiwād ba tal zaligi laka lemar pa eshna āsman
Pa sina ki de āsiā ba laka zera wi jāwidān
Num de haq mo dai rahbar, wayo Allaho Akbar (3x)

## Nederlandse vertaling
Dit land is Afghanistan, het is de trots van iedere Afghaan
Het land van vrede, het land van het zwaard, in ieder kind schuilt een held.
Dit is het land van alle volken – van Beloetsjien, van Oezbeken
Pashtuns en Hazara's, van Turkmenen en Tadzjieken
Arabieren, Gojaren, de bewoners van het Pamirgebergte en Nuristani
Barahawi, Qizilbash, daarnaast Aimaq en Pasha'i
Dit land zal voor altijd stralen, zoals de zon aan de hemel
In de borstkas van Azië, zal het er altijd als het hart blijven
Wij zullen die ene God volgen, wij zeggen: God is groot! (3x)